# 前鎮之星站

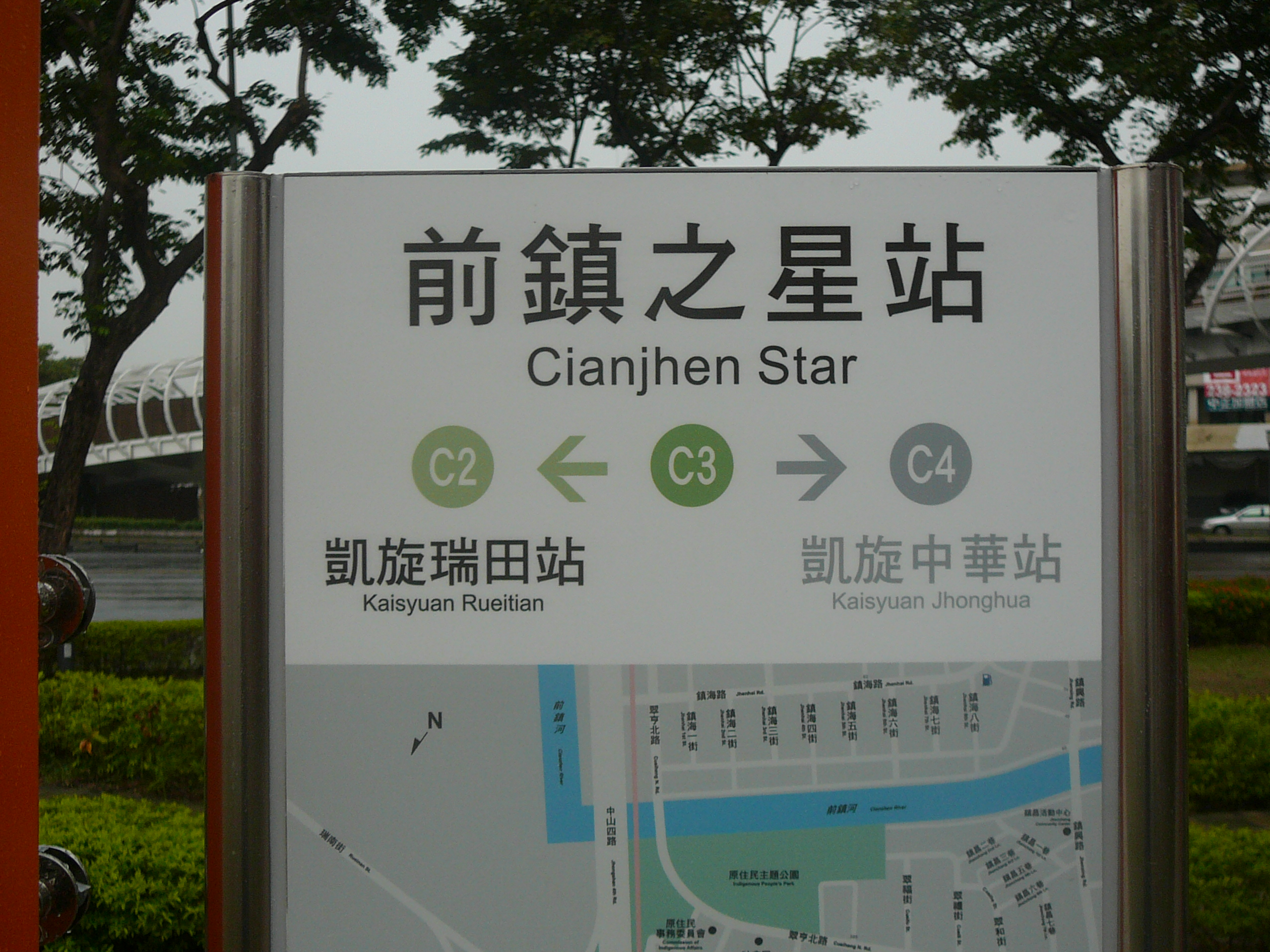
前鎮之星站牌片段

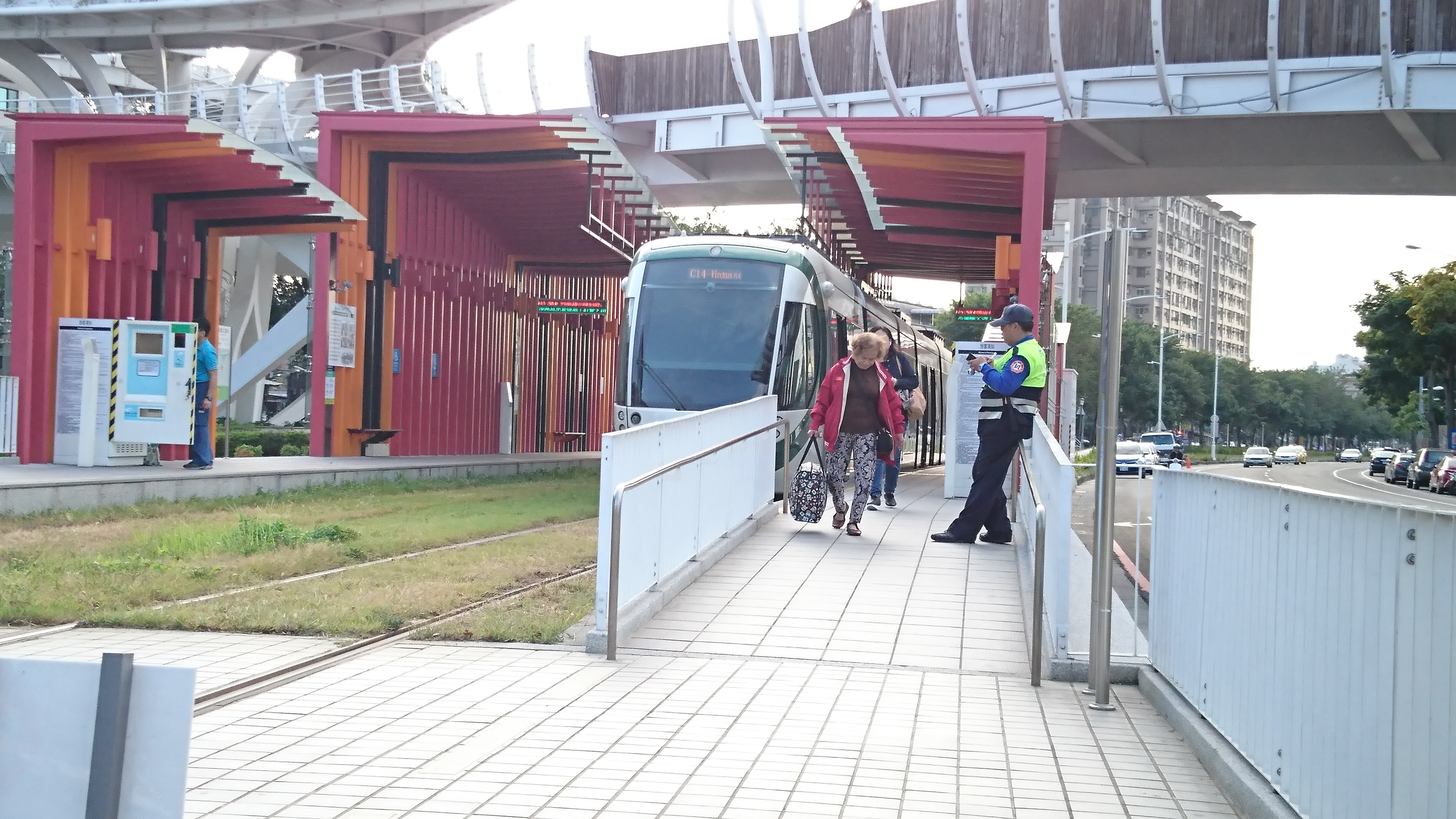
環狀輕軌前鎮之星站前方

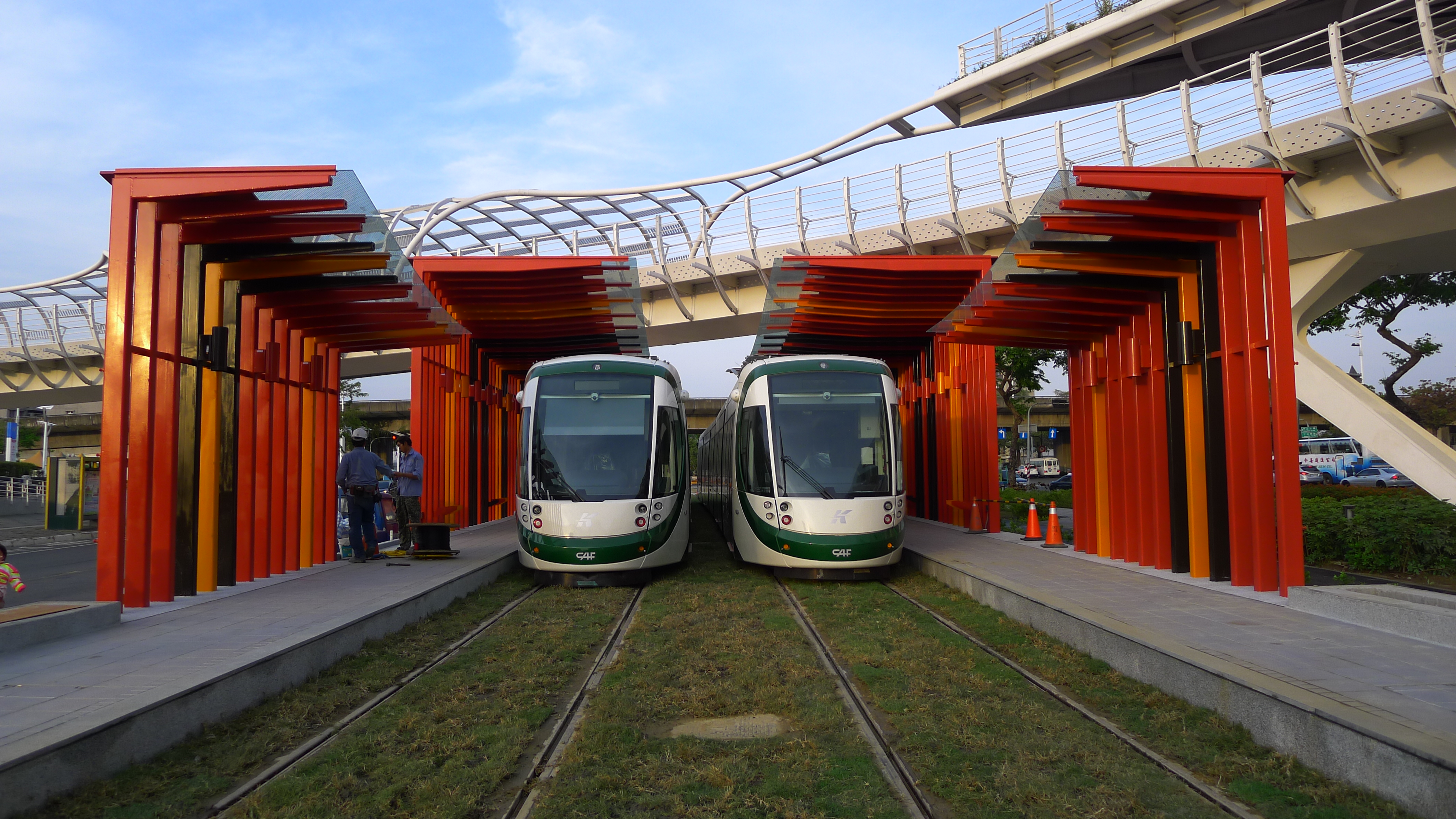
環狀輕軌列車停靠於前鎮之星站

前鎮之星站位於台灣高雄市前鎮區，為高雄捷運環狀輕軌的捷運車站。可站外轉乘高雄捷運紅線凱旋站，車站編號為C3。

## 歷史
環狀輕軌第一階段興建時，高雄市政府捷運工程局舉行徵名活動，於2015年3月29日公告名為「前鎮之星站」；同年10月16日，隨著環狀輕軌第一階段「C1籬仔內–C4凱旋中華」完工試營運啟用。
因應高雄輕軌成圓，於2024年1月1日至2月25日前進行全線通車試營運，以作為後續正式營運後參考。

## 車站概要
站區位於凱旋四路與中山三、四路口，車站構造為側式月台兩座。

### 月台配置
| 地面               |                                  |
| 側式月台，右側開門 |                                  |
|                    | ← 環狀輕軌順行方向（凱旋中華站） |
|                    | 環狀輕軌逆行方向（凱旋瑞田站）→  |
| 側式月台，右側開門 |                                  |
| 出入口             | 需過路口往高雄捷運 紅線 凱旋站   |

## 利用狀況
| 年   | 全年   | 全年   | 全年     | 1日平均 | 1日平均 | 1日平均 | 1日平均 |
| 年   | 上車   | 下車   | 上下車計 | 來源    | 上車    | 上下車  | 排名    |
| ---- | ------ | ------ | -------- | ------- | ------- | ------- | ------- |
| 2019 | 無資料 | 無資料 | 無資料   | [ 7 ]   | -       | 486     | 2/14    |

## 外部連結
- 前鎮之星站（高雄捷運公司） （页面存档备份，存于）